# Erich Martini (Mediziner, 1880)

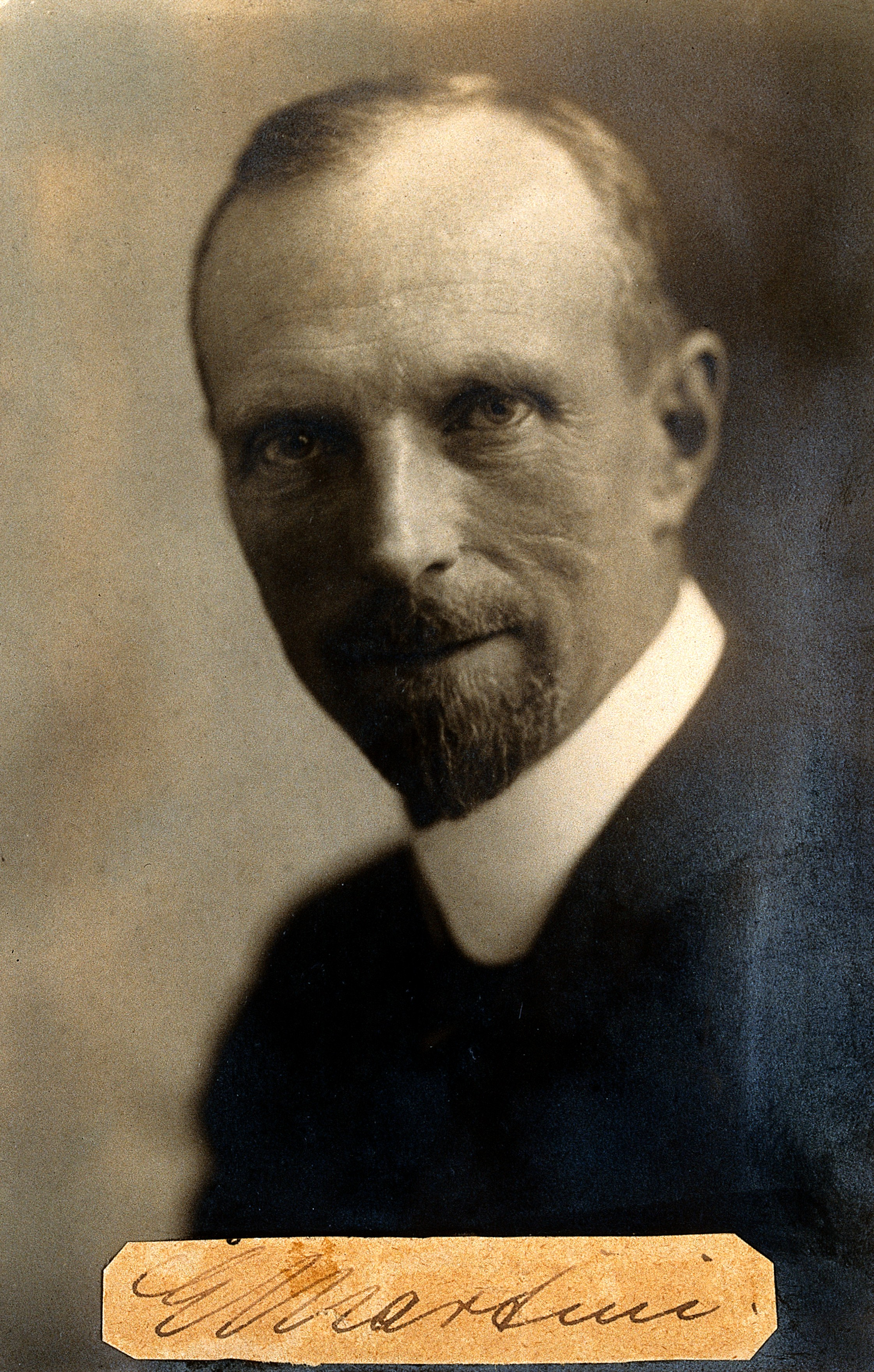
Erich Martini (undatiert)

Erich Christian Wilhelm Martini (* 19. März 1880 in Rostock; † 5. Dezember 1960 in Hamburg) war ein deutscher Mediziner, Zoologe und der Begründer der medizinischen Entomologie in Deutschland.

## Leben
Erich Martini war Sohn des Oberlandesgerichtspräsidenten Carl Martini (1845–1907) und dessen Frau Agnes (Caroline Christina), geb. Kessler (1855–1881). Er wurde benannt nach seinem kurz zuvor verstorbenen Onkel, dem Chirurgen Erich Martini.
Nach dem Besuch von Gymnasien in Rostock und Schwerin studierte er von 1899 bis 1905 Zoologie und Medizin an den Universitäten in Tübingen, Rostock, München und wieder Rostock. Seine akademischen Lehrer waren unter anderem Friedrich Blochmann (1858–1931), Richard von Hertwig und Dietrich Barfurth. 1902 wurde er unter Oswald Seeliger (1889–1907) in Rostock zum Doktor der Philosophie promoviert mit einer Arbeit über die Entwicklung eines Fadenwurms sowie 1905 zum Dr. med. mit einer Arbeit über Arcella vulgaris, eine Testate Amöbe (Schalenamöbe). 1908 habilitierte er sich als Privatdozent für Anatomie an der medizinischen Fakultät der Universität Rostock mit einer Schrift über Fadenwürmer. Weitere Veröffentlichungen zu Nematoden rundeten diese Arbeit ab. Als wissenschaftlich interessant werden seine Beobachtungen zur Zellkonstanz besprochen.
Im Jahr 1912 wurde Martini beauftragt, am Institut für Schiffs- und Tropenkrankheiten Hamburg (ISTK), dem heutigen Bernhard-Nocht-Institut für Tropenmedizin, eine Abteilung für Entomologie aufzubauen. 1913/14 unternahm er eine Studienreise nach Nord- und Mittelamerika. Während des Ersten Weltkriegs war er als Oberarzt und als Stabsarzt der Reserve an der Ostfront zunächst als Truppenarzt, dann beim Stellvertretenden Generalkommando in Danzig tätig. Hier befasste er sich mit dem durch Läuse ausgelösten Fleckfieberproblem in Polen, das in seinen Augen vor allem ein jüdisches Problem war. Deshalb veranlasste er, dass die überwiegend jüdischen Holzflösser auf der Weichsel vor der Reichsgrenze einer gründlichen Reinigung auf dem Sanierungsschiff unterzogen und bei dieser Gelegenheit auch gleich gegen Cholera und Pocken geimpft wurden. Später wurde er Chefarzt verschiedener Kriegslazarette in den Karpathen, in den Alpen und in Italien, zuletzt Malariahygieniker bei der Heeresgruppe Scholz auf dem Balkan. Am 1. Januar 1919 kehrte er an das Hamburger Tropeninstitut zurück. Er blieb dort bis zu seinem Ausscheiden aus dem Staatsdienst nach dem Zweiten Weltkrieg Direktor der Abteilung für Entomologie. Zwischenzeitlich heiratete er Erna Hansen, eine seiner Mitarbeiterinnen am ISTK, und hatte mit ihr zwei Kinder: Oskar (* 1936) und Hildburg (* 1939).

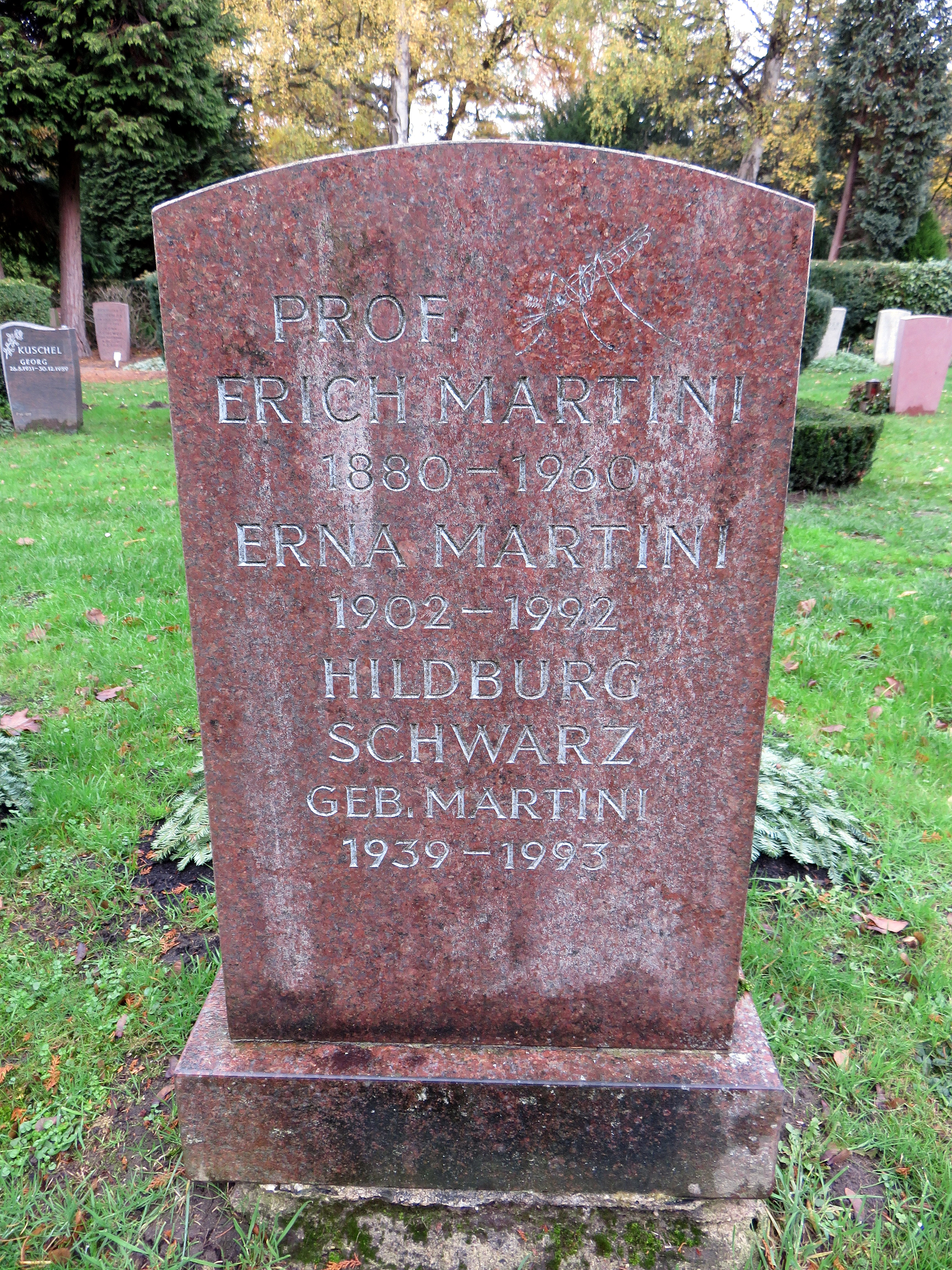
Grabstein Erich Martini auf dem Ohlsdorfer Friedhof

Zum 1. Mai 1933 trat Erich Martini in die NSDAP ein (Mitgliedsnummer 3.030.333) und am 23. September 1933 wurde er Mitglied des Nationalsozialistischen Deutschen Dozentenbundes. Ab 1936 leitete er die Wissenschaftliche Abteilung am Deutschen Hygienemuseum in Dresden. 1940 berief ihn die Wehrmacht als Lehrer im Range eines Oberstabsarztes an die Militärärztliche Akademie in Berlin. An der Militärärztlichen Akademie leitete er ab April 1940 das Kolonialmedizinische Institut. Als Reichsführer SS Heinrich Himmler 1942 die Einrichtung eines Entomologischen Instituts der Waffen-SS und Polizei im Rahmen der Forschungsgemeinschaft Deutsches Ahnenerbe plante, schlug Wolfram Sievers Erich Martini und Peter Mühlens als Leiter vor. Himmler war jedoch gegen „Mediziner und Hygieniker“. Er wollte „spezialisierte Zoologen“, weshalb schließlich Eduard May den Posten erhielt. Martini wurde in den Beirat zur Unterstützung der Arbeit des Instituts berufen. Hier engagierte er sich vor allem für die Sicherung der Waffen-SS gegen Fleckfieber und andere Krankheiten, die durch Läuse übertragen wurden.
Im Jahr 1945 ließ sich  Martini im Alter von 65 Jahren auf eigenen Wunsch in den Ruhestand versetzen. Er lehrte seitdem auch nicht mehr an der Universität Hamburg. Nach Ernst Klee wurde Martini 1947 seitens der Militärregierung vom Dienst suspendiert. Kurz nach Kriegsende ist ein Briefwechsel von ihm mit seinem früheren jüdischen Assistenten Otto Hecht überliefert, der nur durch rechtzeitige Emigration die Zeit des Nationalsozialismus überlebt hatte. Möglicherweise erhoffte sich Martini von ihm eine Entlastung in seinem Entnazifizierungsverfahren.
Am 2. Dezember 1960 wurde Martini von einer Straßenbahn erfasst. Beim folgenden Sturz erlitt er einen Schädelbruch und eine schwere Gehirnerschütterung. Er starb drei Tage später, ohne je wieder zu Bewusstsein gekommen zu sein.
Erich Martini wurde auf dem Ohlsdorfer Friedhof in Hamburg, Planquadrat O 16 (nördlich Cordesallee, östlich Ringstraße), beigesetzt.

## Forschung und populärwissenschaftliche Arbeiten
Martini forschte hauptsächlich auf dem Gebiet der angewandten und medizinischen Entomologie. Mit seinem Buch Berechnungen und Beobachtungen zur Epidemiologie und Bekämpfung der Malaria stellte er die Malariakontrolle auf eine quantitative Grundlage. Sein erstmals im Jahr 1923 veröffentlichtes Lehrbuch der medizinischen Entomologie entwickelte sich zu einem Standardwerk und erschien zuletzt 1952 in vierter Auflage. Mit dem 1936 erschienenen Sachbuch Wege der Seuchen versuchte er sein Fachgebiet zu popularisieren. Es wurde ebenfalls nach dem Krieg wieder aufgelegt und mit dem Band Seuchen im Menschen fortgesetzt. Außerdem schrieb er eine Biografie von Bernhard Nocht.

## Vorwurf der Beteiligung an biologischer Kriegsführung
Frank Snowden, Professor für Geschichte an der Universität Yale, hat ein Buch über Malaria in Italien im 20. Jahrhundert geschrieben. In ihm wirft er der Wehrmacht vor, 1944 absichtlich in Italien eine Malaria-Epidemie ausgelöst zu haben, nach seinen Worten „das einzige bekannte Beispiel biologischer Kriegsführung im Europa des Zwanzigsten Jahrhunderts“. Zu dieser Aktion wurden angeblich die beiden führenden deutschen Malaria-Spezialisten Erich Martini und Ernst Rodenwaldt herangezogen.
Eine der großen Propagandataten Benito Mussolinis war die Trockenlegung der Pontinischen Sümpfe gewesen, wodurch eine komplette neue Provinz, Littoria, entstanden war. Die Sümpfe waren seit der Antike als malaria-verseucht berüchtigt gewesen. 1943 landete die 5. US-Armee in ihrem Italienfeldzug bei Neapel und kämpfte sich in dem engen Korridor zwischen Apenninen und Mittelmeer Richtung Rom vor. Außerdem befürchtete die Führung der Wehrmacht eine alliierte Landung bei Ostia. In beiden Fällen schuf die Flutung der Pontinischen Sümpfe ein Wasserhindernis, was durch das Kriegsrecht gedeckt war.
Bis zur Trockenlegung war die Mückenart Anopheles labranchiae der gefährlichste Überträger von Malaria-Erregern in dieser Gegend gewesen. Anders als andere Anopheles-Arten zeigt sie die Besonderheit, dass sie auch mit Brackwasser zurechtkommt. Im November 1943 besichtigten Martini und Rodenwaldt zusammen mit dem italienischen Malaria-Spezialisten Enzo Mosna das künftige Schlachtfeld, wobei Mosna ihnen seine Befürchtung vortrug, dass es durch die Flutung zu einem Wiederaufleben von A. labranchiae kommen könne. Bereits einen Monat zuvor waren die Entwässerungspumpen angehalten worden. Snowden weist darauf hin, dass einige Pumpen nun umgekehrt Salzwasser in die Sümpfe beförderten, was mit einer militärischen Notwendigkeit nicht zu begründen sei. Andere Pumpstationen wurden gesprengt und Entwässerungsgräben vermint. Der nationale Krisenvorrat an Chinin, den Italien für das erneute Ausbrechen einer Malaria-Epidemie angelegt hatte, wurde abtransportiert. Auf den Verlauf der Kämpfe hatten die deutschen Maßnahmen keine Auswirkungen: Die 5. US-Armee durchquerte das Gebiet, bevor im Juni 1944 die Malaria-Saison wieder begann. Der italienische Malaria-Spezialist Alberto Coluzzi, der unmittelbar danach die Gegend besichtigte, hatte den Eindruck, dass die Wehrmacht alles getan habe, um eine möglichst große Epidemie auszulösen. Tatsächlich litt die Zivilbevölkerung 1944 heftig unter Malaria. Hatte es Anfang der 1940er-Jahre nur rund tausend Fälle gegeben, so wird die Zahl für 1944 auf über 100.000 geschätzt.
Der Biowaffen-Experte Erhard Geißler hält dagegen Snowdens Vorwurf für unbegründet. Auch er bestätigt die Anwesenheit Rodenwaldts und Martinis, interpretiert sie jedoch als Maßnahme zur Sicherung der eigenen Truppen. Geißler weist darauf hin, dass sich auf deutscher Seite kein entsprechender Befehl in den Akten befinde. Außerdem hatte Hitler ausdrücklich und mehrfach wiederholt zumindest eine biologische Kriegsführung mit Bakterien verboten.

## Ehrungen
Im Jahr 1935 wurde Martini zum Mitglied der Leopoldina gewählt. Im Jahr 1938 war er Mitglied im Präsidium des VII. Internationalen Entomologenkongresses in Berlin. Die Deutsche Entomologische Gesellschaft ehrte ihn 1954 mit der Verleihung der Fabricius-Medaille. Im gleichen Jahr erhielt er auch die Escherich-Medaille der Deutschen Gesellschaft für angewandte Entomologie. Beide Gesellschaften sind heute in der Deutschen Gesellschaft für allgemeine und angewandte Entomologie zusammengeschlossen. Weiterhin erhielt Martini die Bernhard-Nocht-Medaille und die bis 1930 für hervorragende Arbeiten auf dem Gebiet der Mikrobiologie verliehene Fritz-Schaudinn-Medaille des ISTK. Die Universität Hamburg verlieh Martini zu seinem 80. Geburtstag die Ehrendoktorwürde.

## Werke (Auswahl)
- Berechnungen und Beobachtungen zur Epidemiologie und Bekämpfung der Malaria auf Grund von Balkanerfahrungen. Gente, Hamburg 1921.
- Lehrbuch der medizinischen Entomologie. (1923) 3. Auf., Fischer, Jena 1946; 4., überarbeitete Auflage ebenda 1952.
- Wege der Seuchen. 3. umgearbeitete und erweiterte Auflage. Enke, Stuttgart 1955.
- Bernhard Nocht : Ein Lebensbild. Bernhard Nocht-Institut für Schiffs- und Tropenkrankheiten, Hamburg 1957.
- Seuchen im Menschen. Enke, Stuttgart 1959.

Insgesamt veröffentlichte Martini rund 300 Artikel.